# Парламентарни избори у Краљевини Србији, мај 1893.
Избори од 18. маја 1893, на којима је бирано 136 народних посланика, дали су Народној радикалној странци 126 мандата, Напредној странци 10 мандата, док Либерална странка није добила ни један мандат. Либерална странка се уопште није појављивала на изборима; она је сматрала да је, после првоаприлског чина, y земљи завладало вануставно стање, које она „не може и неће да призна ни једном речи, ни једним делом својим".